# Cavendishia guatapeensis
Cavendishia guatapeensis är en ljungväxtart som beskrevs av Mansfeld. Cavendishia guatapeensis ingår i släktet Cavendishia och familjen ljungväxter. Inga underarter finns listade i Catalogue of Life.